# 南斯拉夫共产主义联盟第十四次代表大会
南斯拉夫共产主义联盟第十四次（特别）代表大会 于1990年1月20日至22日在贝尔格莱德萨瓦中心举行。此屆代表大會也是南斯拉夫共產主義者聯盟最后一次召開的代表大会。来自南斯拉夫各共和国和各省的代表以及南斯拉夫人民軍党代表团出席了会议。会议由来自馬其頓社會主義共和國的南斯拉夫共产主义者联盟主席米兰·潘切夫斯基主持。

## 會議
大會上來自斯洛文尼亚社会主义共和国的代表建议將國家變更為联邦制，並且赋予南斯拉夫各共和国更多权力，不過斯洛文尼亚社会主义共和国所有提案均被拒绝。大會接受了塞爾維亞社會主義共和國的提案。
经过两天激烈的冲突，斯洛文尼亚代表团于1月22日离开了萨瓦中心。紧接着塞爾維亞社會主義共和國代表团团长斯洛博丹·米洛舍维奇建議大會繼續召開。然而克羅地亞社會主義共和國代表团强烈反对大會繼續召開，並退出會場。隨後馬其頓社會主義共和國和波斯尼亚和黑塞哥维那代表团同樣退出會場。 22点45分，米兰·潘切夫斯基宣佈当天的会议结束並且第二天繼續休会，不過此後大會再也沒有召開。 